# رامبرانت ۴۵۱۱
سیارک ۴۵۱۱ (به انگلیسی: 4511 Rembrandt، نامگذاری:1935SP1) چهار هزار و پانصد و یازدهمین سیارک کشف شده‌است که در ۲۸ سپتامبر ۱۹۳۵ کشف شد.
قدر مطلق سیارک برابر ۱۲٫۲۰ است.